# یاوورسکا راونا گورا
یاوورسکا راونا گورا (به صربی: Javorska Ravna Gora) یک منطقهٔ مسکونی در صربستان است که در ایوانئیتسا واقع شده‌است.
 یاوورسکا راونا گورا ۲۶٫۴۵ کیلومتر مربع مساحت و ۹۶ نفر جمعیت دارد.